# Andrés García Lacalle

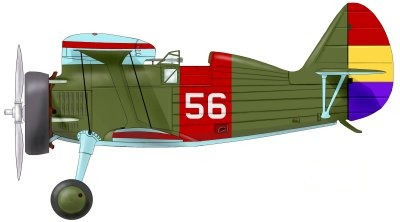
I-15 Polikarpov 56 volat per FG Tinker en el 1r esquadró Lacalle.

Andrés García Calle, també conegut com a Andrés García Lacalle o La Calle, (Sestao, 2 d'abril de 1909 - Ciutat de Mèxic, 12 d'abril de 1973) fou un militar basc, Cap del 1r esquadró de la Segona República Espanyola i més tard comandant de les unitats republicanes durant la Guerra Civil espanyola.

## Biografia
Nascut el 2 d'abril de 1909 a Sestao, va començar la seva carrera el 1929 després d'obtenir la llicència de vol com a pilot privat en el club aeri d'Ernesto Navarro. Es va presentar voluntari a l'aviació militar, formant-se en l'Escola de Vols i Combat d'Alcalá de Henares. El 1930, amb la graduació de caporal, se'l destina a l'Escola de Transformació de Guadalajara. Una vegada obtingut el títol de pilot militar va ser destinat a l'aeròdrom d'Ahuamara (Larraix). El 1931 va ser assignat com a pilot a l'Escola d'observadors de Cuatro Vientos, i posteriorment a l'Escola de tir i bombardeig de Los Alcázares. Un any després es trasllada a l'Esquadrilla de reconeixement i bombardeig, amb base en l'aeròdrom de Tablada (Sevilla). El 1933 ascendeix a sergent, i és destinat a la 2a Esquadrilla del Grup 11 de Caça, a la base aèria de Getafe.

### Guerra Civil espanyola
Va entrar en combat immediatament després de l'inici de la guerra i aviat va ser promogut a lloctinent. Va començar a operar el mateix dia 18 de juliol contra la caserna d'artilleria, les peces de la qual batien l'aeròdrom i posteriorment va sobrevolar les casernes de Campamento. Quan va finalitzar el mes de juliol, García Lacalle havia volat 82 hores, durant les quals havia intervingut en nombroses operacions i combats. Al voltant de setembre de 1936, amb l'arribada d'avions soviètics més moderns Polikarpov I-15 (Camús) i Polikarpov I-16 (Mosca) va participar en els primers esquadrons organitzats pels soviètics, defensant Madrid. Al novembre del mateix any, va prendre el comandament com acapità del 1r Esquadró de Combat, ara sota control espanyol ('Esquadró Lacalle'), compost de 25 avions dividits en 6 grups de 4. Un d'aquests grups estava format exclusivament per pilots estatunidencs (la ‘Patrulla Americana’) incloent Frank Glasgow Tinker (qui més tard escriví Some Still Live), Albert Baumler, Chang Sellés Ogino, Harold Evans Dahl i Benjamin Leider. Aquest darrer, mort en combat, no acceptava cap pagament pels seus serveis, que era la principal motivació de la resta.

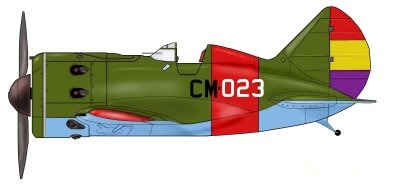
I-16 Polikarpov

Van participar en la batalla del Jarama i la batalla de Guadalajara (on hi va perdre el pilot hospitalenc Antoni Blanch Latorre) i van actuar després de la batalla de l'Ebre (30 avions contra uns 550 de la part alemanya i italiana que recolzava a Francisco Franco). Després d'un curs de formació de pilots en la Unió Soviètica, torna a Espanya al febrer de 1938, roman algun temps afecte a la Sotssecretaria d'aviació, rebent el comandament del servei de defensa de Barcelona i del litoral català. i és encarregat en la primavera de 1938 d'organitzar el nou Grup d'Assalt Núm. 28 integrat per dues esquadrilles d'avions Grumman FF GE-23, "Delfín". L'1 d'octubre va transferir el comandament d'aquesta unitat a José Riverola per a, després de la seva participació en la batalla de l'Ebre, fonamentalment com a assessor aeri dels generals Juan Guilloto León "Modesto" i Vicente Rojo Lluch, assumir el càrrec de segon cap de l'Esquadra de Caça, manada en aquella època per Isidoro Jiménez. El 30 de novembre de 1938 va ser ascendit a comandant i al desembre se li va confiar el comandament de l'Esquadra de Caça o, dit d'una altra manera, de l'aviació de caça de la República.
El 6 de febrer de 1939 va dur a terme la seva última i amarga missió de guerra quan, complint directrius superiors, va ordenar a les unitats sota el seu comandament que s'enlairessin de l'aeròdrom gironí de Vilajuïga i es dirigissin a la base de Francazal (Tolosa de Llenguadoc) per impedir que pilots i avions caiguessin en mans de l'enemic.
Al final de la guerra Lacalle va tenir 11 abatiments confirmats.

### Exili
Va romandre com a refugiat a Argelers, al costat de Perpinyà, abans d'escapar a Mèxic. Va morir en Mèxic el 1973. El seu fill és el conegut actor dominicà naturalitzat mexicà Andrés García. Lacalle va rebre tres medalles. Deixà un llibre: Mitos y verdades.